# 漂海龍
漂海龍（学名：Syngnathus pelagicus），為輻鰭魚綱棘背魚目海龍魚科的其中一種，分布於西大西洋區，包括墨西哥灣、加勒比海、巴西、阿根廷等海域，體長可達18.1公分，棲息在海草床。